# بری نورتون
بری نورتون (انگلیسی: Barry Norton؛ ۱۶ ژوئن ۱۹۰۵ – ۲۴ اوت ۱۹۵۶) بازیگر اهل ایالات متحده آمریکا بود.
از فیلم‌ها یا برنامه‌های تلویزیونی که وی در آن نقش داشته است، می‌توان به افتخار دیگر ارزشی ندارد، کازابلانکا، خانمی برای یک روز، گرفتن یک دزد، طلوع: آواز دو انسان، زیگفلد کبیر، آنا کارنینا، موسیو وردو، لبه تیغ، دراکولا، کمیل، بوکانیر، ۴ ابلیس، افتخار دیگر ارزشی ندارد، گران کاناریا، ماری‌جوانا، شورش کین اشاره کرد.